# Zora la vampira (colonna sonora)
Zora la vampira è la colonna sonora dell'omonimo film, pubblicata nel 2000 dall'Area Cronica Entertainment e realizzata da alcuni artisti hip hop italiani degli anni novanta.

## Tracce
1. Profondo rosso – Tabula rasa – 2:57
2. Frankie hi-nrg mc – Il sonno della ragione – 3:39
3. President Arpi – Sotto le pezze – 4:02
4. Sottotono – Ora la colpa a chi la dai – 4:46
5. Brusco – Se vola – 3:24
6. Kaos – Sangue – 3:43
7. DJ Enzo feat. DJ Gruff – Cosa – 4:12
8. Napoli Centrale – Zitte, sta arrivanne 'o mammone – 4:13
9. Neffa feat. Francesca Touré – Tutto il tempo – 4:49
10. Turi feat. Primo Brown – D'istinto – 3:41
11. Profondo rosso – Distruzione – 3:36
12. I.H.C. – Pusherman – 3:50
13. General Puma feat. Piotta – Ragga – 2:52
14. Cianuro a.k.a. Tormento feat. Esa – Cianuro – 4:27
15. Rude MC – Sfiga – 3:12
16. DJ Gruff – T'amo – 2:59
17. Neffa feat. Dre Love – Solo nel buio della notte – 4:13
18. Sovibes – Bad Girls – 3:34
19. Cor Veleno – In crescita – 3:02
20. Profondo rosso – Zora – 3:02